# Kapucijnenklooster (Antwerpen)
Het Kapucijnenklooster is een klooster van de kapucijnen te Antwerpen, gelegen aan de Korte Winkelstraat 1.

## Geschiedenis
In Antwerpen waren sinds 1619 de zusters Oostmallen (uit Oostmalle afkomstig) gevestigd. In 1630 lieten zij een klooster aan de Korte Winkelstraat bouwen. In 1798 werd het klooster opgeheven en in 1856 kochten de kapucijnen de grond waarop het klooster had gestaan. De kerk, die al die tijd als pakhuis werd gebruikt, werd opnieuw voor de eredienst in gebruik genomen.
In 1866 werd de eerste steen voor het klooster gelegd en in 1867 werd het klooster in gebruik genomen. In 1892 werd een nieuwe en grotere kerk ingewijd. De oorspronkelijke gebouwen van het Oostmallenklooster werden geheel gesloopt.
In 1952 werd nog een nieuwe vleugel aan het klooster toegevoegd.

## Kerk
De Sint-Franciscuskerk is een sobere bakstenen neogotische kerk met een dakruiter boven het koor. Aan de straatkant bevindt zich de voorgevel. Dit is een puntgevel die een nis met Franciscusbeeld bevat.

### Interieur
Het orgel is van 1910 en werd gebouwd door Emile Kerkhoff. Het is afkomstig uit het gesloopte Kapucijnenklooster te Izegem en in 2017 in de Sint-Franciscuskerk geplaatst.

## Kloostertuin
In de kloostertuin bevindt zich een beeld van Onze-Lieve-Vrouw Onbevlekt Ontvangen van 1859. Het stond voordien op het voorplein van de oude, later gesloopte, kloosterkerk.